# Маріам уз-Замані
Маріам уз-Замані (перс. مریم الزمانی); 1 жовтня 1542, Амбер, князівство Джайпур — 19 травня 1623, Агра, Імперія Великих Моголів) — дружина падишаха Імперії Великих Моголів Акбара I Великого. Відома також під кількома іншими іменами, зокрема Хіра Кунварі, Харкха Бай і Джодха Бай.
Народжену 1562 року як індуїстсько-раджпутська принцеса, батько Маріам уз-Замані, раджа Бхармал із Амбера, запропоновав її в дружини Акбару. Весілля, що відбулося в Самбхарі, мало політичний характер і було знаком повного підпорядкування її батька своєму імператорському сюзерену. Її шлюб з Акбаром призвів до поступової зміни його релігійної та соціальної політики. Її приклад традиційно розглядають у сучасній індійській історіографії як приклад терпимості Акбара і Великих Моголів до релігійних відмінностей і їхньої всебічної політики в рамках розширюваної поліетнічної і багатоконфесійної імперії.
Маріам уз-Замані була матір'ю старшого (до моменту смерті батька) сина Акбара і його наступника — Джаханґіра.

## Шлюб
Шлюб Маріам уз-Замані був результатом конфлікту між її батьком і швагром Акбара Шаріфом-уд-Діном Мірзою, хакімом Мевата. Бхармал, зіткнувшись із тиском з боку Шаріф-уд-Діна, звернувся до Акбара з проханням втрутитися. Падишах погодився виступити посередником за умови особистого підпорядкування йому Бхармала, а також пропозиції видати Маріам уз-Замані за Акбара.

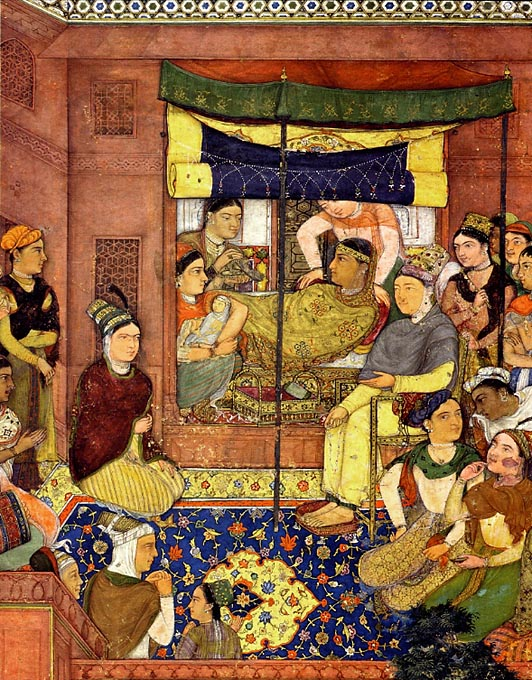
Народження Джаханґіра.

Весілля відбулося 6 лютого 1562 року, коли Акбар повертався до Агри з Аджмера (після вознесіння молитов над могилою Муїнуддіна Чішті), в імперському військовому таборі в Самбхарі, замість родового будинку нареченої в Аджмері (до якого було всього 50 км). Це був знак того, що шлюб не був рівним, вказуючи на нижчий соціальний статус сім'ї Бхармала. Шлюб з амберською принцесою став доказом того, що Акбар вирішив стати бадшахом або шаханшахом усього свого народу, тобто і індусів, і мусульман.
Акбар брав за дружин багатьох раджпутських принцес, оскільки Раджі могли отримати безліч вигод від зв'язку з сім'єю падишаха. Він зробив такі шлюби почесними для раджпутів. Акбар не навертав жодної зі своїх індуїстських дружин до ісламу і дозволяв їм здійснювати свої ритуали в палаці, а іноді навіть брав у них участь. Однак дружини раджпутського походження (зокрема й Маріам уз-Замані) не відігравали жодної політичної ролі при дворі Великих Моголів.
1569 року Акбар дізнався, що його перша дружина-індуїстка чекає дитину і що він може сподіватися на першого з трьох синів, обіцяних йому шейхом Салімом Чиштією, відомим святим чоловіком, що жив у Сікрі. Імператрицю в останній період вагітності відправили в скромне житло шейха Сікрі. 30 серпня 1569 року хлопчик з'явився на світ і, на знак визнання віри батька в дієвість молитви святої людини, отримав ім'я Салім. Хоча вона залишалася індуїсткою, мати згодом була удостоєна мусульманського титулу Маріам уз-Замані.

## Смерть

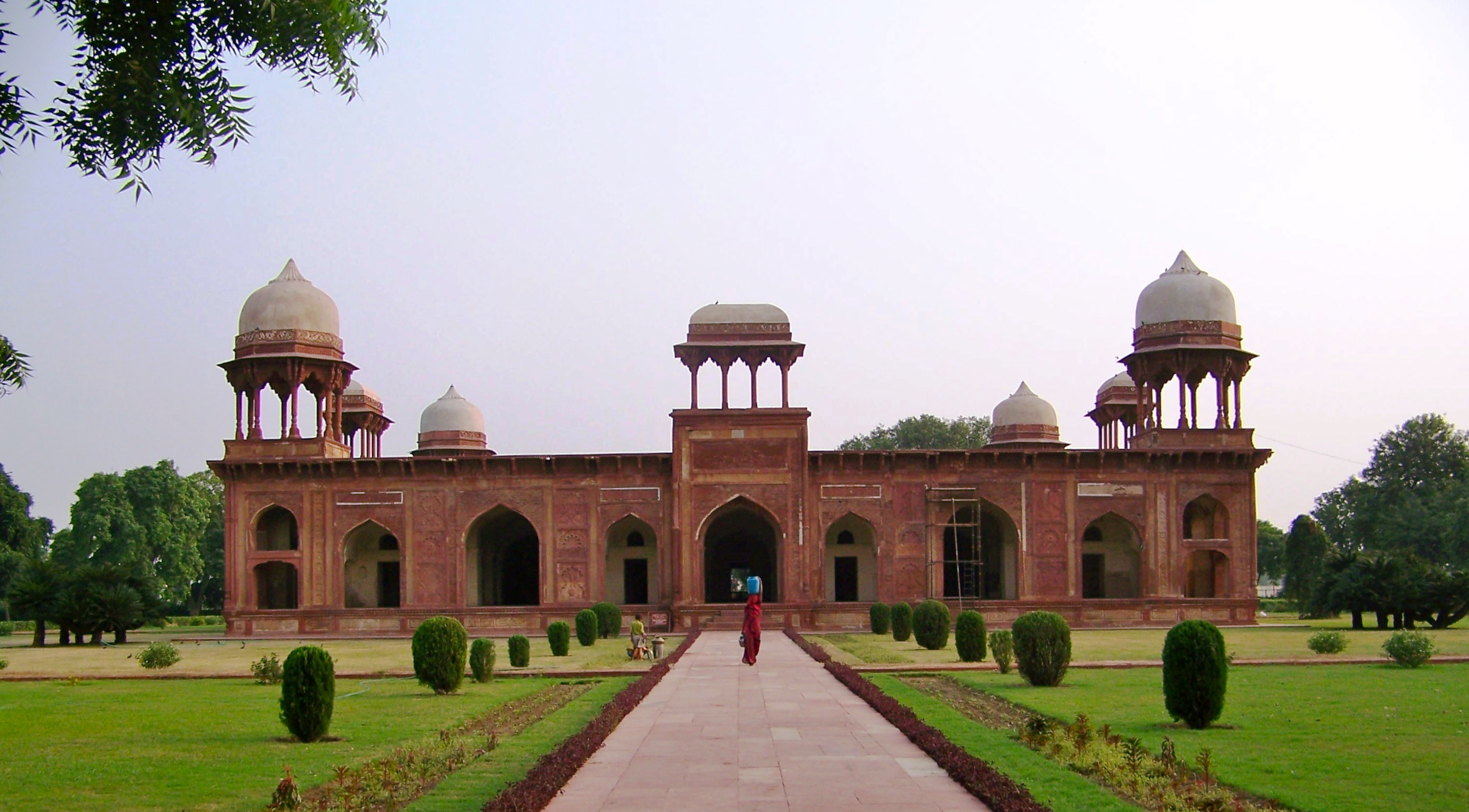
Гробниця Маріам уз-Замані

Маріам уз-Замані померла 1623 року. Її гробниця, побудована в 1623—1627 роках за розпорядженням її сина, розташована на дорозі Тантпур, нині відомій як Джеті Нагар, всього за 1 км від гробниці Акбара Великого. Сама її могила розташована під землею, до неї ведуть сходи.
Джаханґір на її честь побудував мечеть Маріам Замані Бегум Сахіби, розташовану в Старому місті Лахора (сучасний Пакистан).